# Caso South Carolina v. Katzenbach
South Carolina v. Katzenbach (1966), foi uma decisão histórica da Suprema Corte dos Estados Unidos que rejeitou uma contestação do estado da Carolina do Sul às disposições de pré-autorização da Lei dos direitos de voto de 1965, que exigia que alguns estados apresentassem mudanças nos distritos eleitorais para o Procurador-Geral dos Estados Unidos (na época, Nicholas Katzenbach). As provisões de pré-autorização foram consideradas constitucionais e a Lei dos Direitos de Voto de 1965 foi cumprida integralmente.